# Pepper Adams
Park "Pepper" Adams III (Highland Park, de Michigan, 8 d'octubre de 1930 - Nova York, 10 de setembre de 1986) va ser un músic estatunidenc de jazz, saxofonista baríton.

## Historial
Nascut en plena crisi econòmica, la seva família va portar una vida errant, fins a 1943, quan es van instal·lar en Rochester, on va entrar amb contacte amb el jazz. Arran d'això, va estudiar piano i clarinet, tocant més tard el saxo tenor. Als 16 anys, traslladat a Detroit, comença a tocar el saxo baríton, a causa de l'admiració que, des d'anys abans, professava a Harry Carney. Entre aquesta època i el seu servei militar (que va fer parcialment a Corea, i després d'aquesta fins a 1955, va tocar amb un gran nombre de músics de la zona: Lucky Thompson, Tommy Flanagan, Kenny Burrell, Donald Byrd, Paul Chambers, Elvin Jones...
Traslladat a Nova York el 1956, tocarà amb Maynard Ferguson i Chet Baker, abans d'entrar en la big band de Stan Kenton durant uns mesos. Es trasllada a Califòrnia, per tocar amb músics de la Costa Oest, com Shorty Rogers, Howard Rumsey o Lennie Niehaus, encara que la seva estada serà breu i tornarà aviat Nova York, tocant amb Benny Goodman (1958-1959). Fins a 1962 treballarà amb un quintet format al costat de Donald Byrd, Bobby Timmons i Elvin Jones, entre d'altres; des d'aquest any, fins a 1966, estarà en la banda de Charles Mingus, encara que simultaneja aquesta formació amb aparicions esporàdiques amb Lionel Hampton i amb el quintet de Thad Jones i Ron Carter. Quan Jones forma la big band amb Mel Lewis, Adams s'integrarà en aquesta com a baríton, fins a 1977.
Després, i fins a la seva mort, treballarà bàsicament com a músic de sessió i amb diverses seccions rítmiques, sobretot a Europa, fins al punt que "és més fàcil fer el llistat dels músics amb els quals no ha tocat".